# Birgitte Bruun
Birgitte Bruun, född 18 juni 1953, är en dansk skådespelare och sångare.
Bruun studerade vid Odense Teaters elevskola åren 1972-1975.

## Filmografi i urval
- 1975 - Familien Gyldenkål
- 1976 - Kassen stemmer
- 1976 - Familien Gyldenkål sprænger banken
- 1977 - Alla tiders betjänt (Familien Gyldenkål vinder valget)
- 1978-1982 - Matador
- 1985 – Going Undercover
- 1988 – Vid vägen
- 1990 - Kirsebærhaven 89 (TV-serie)
- 2003 – Lykkevej
- 2018 – Gråzon (TV-serie)